# Pfingstbrauchtum

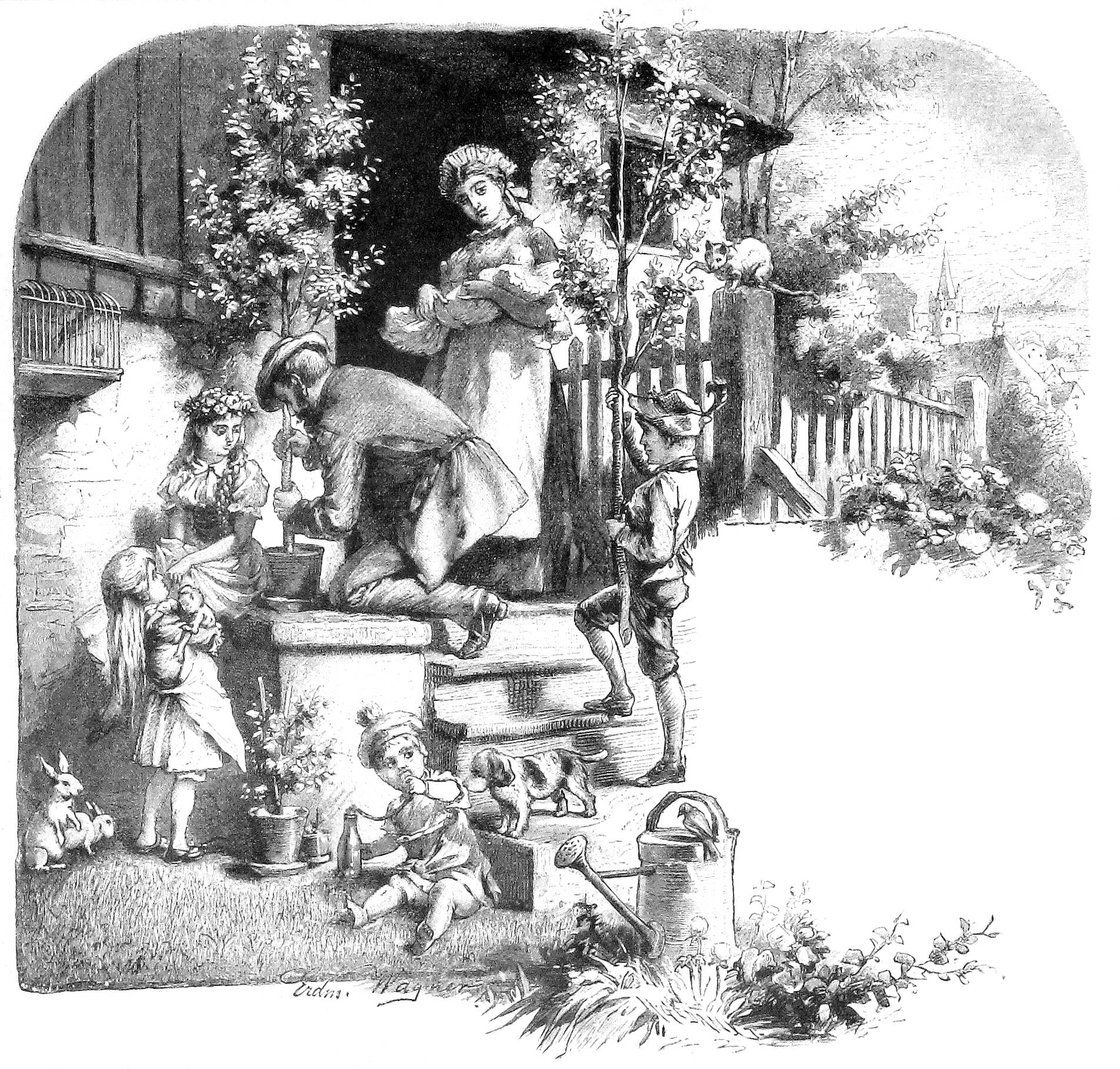
„Am Pfingstmorgen“

Unter dem Pfingstbrauchtum versteht man Bräuche, die zum Pfingstfest praktiziert werden. Seinem historischen Ursprung nach ein Erntedankfest, reflektiert Pfingsten im europäischen Raum entweder das in der Bibel überlieferte Geschehen oder es hat jahreszeitliche Bezüge als Frühlingsbrauchtum. Während Feste wie Weihnachten oder Ostern einen großen Reichtum an Bräuchen aufweisen, haben sich im Zusammenhang mit dem Pfingstfest verhältnismäßig wenige Bräuche entwickelt.

## Ursprünge

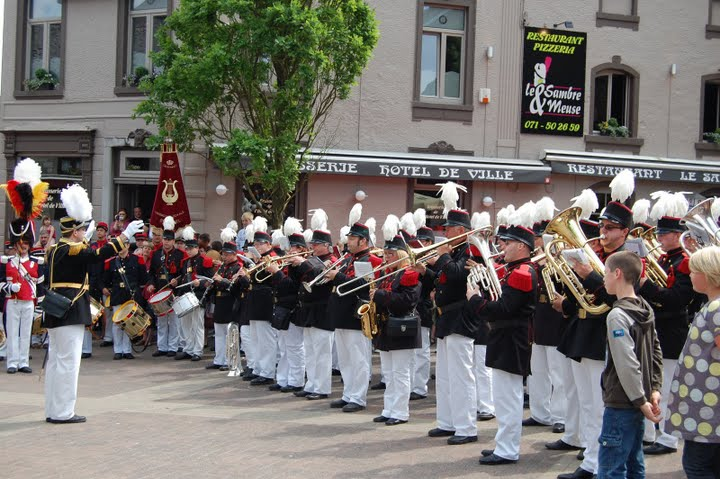
Heutige Pfingstparade in Frankreich

Aus vorchristlicher Zeit stammende und teilweise bis in die Gegenwart praktizierte Bräuche, die mit der rituellen Ablösung des Winters durch eine neue Wachstumsperiode zu tun haben, werden häufig im Zusammenhang mit dem christlichen Pfingstfest betrachtet. Das liegt daran, dass viele christliche Feiertage im Zuge der Christianisierung ehemals heidnische Feste abgelöst haben. Entsprechend wurden weltliche Bräuche in ein „christliches“ Gewand gekleidet, zeitlich verlegt oder christlichen Festen angegliedert; ein Beispiel hierfür sind die „Pfingstreiter“ und damit verbundene Reiterspiele. Sie haben ihren Ursprung in Heerschauen, wie sie im antiken Rom am 1. März (dem Beginn des neuen Kalenderjahres und der warmen Jahreszeit) durchgeführt wurden. Nördlich der Alpen fanden sie jedoch wegen des späteren Beginns der warmen Jahreszeit erst am 1. Mai statt. Da die Kirche bestrebt war, diese militärischen Veranstaltungen in den kirchlichen Festkreis zu integrieren, bot sich ihr mangels religiöser Bezüge nur die Einbindung in das zeitlich benachbarte Pfingstfest an. Dabei waren die weltlich geprägten Turniere den Kirchenvertretern jedoch ein Dorn im Auge. Ein päpstliches Verbot im frühen 14. Jahrhundert führte einerseits dazu, dass die Turniere auf die Fastnachtszeit verlegt wurden und andererseits die Heerschauen eine Umwandlung in Reiterprozessionen oder Umritte erfuhren.

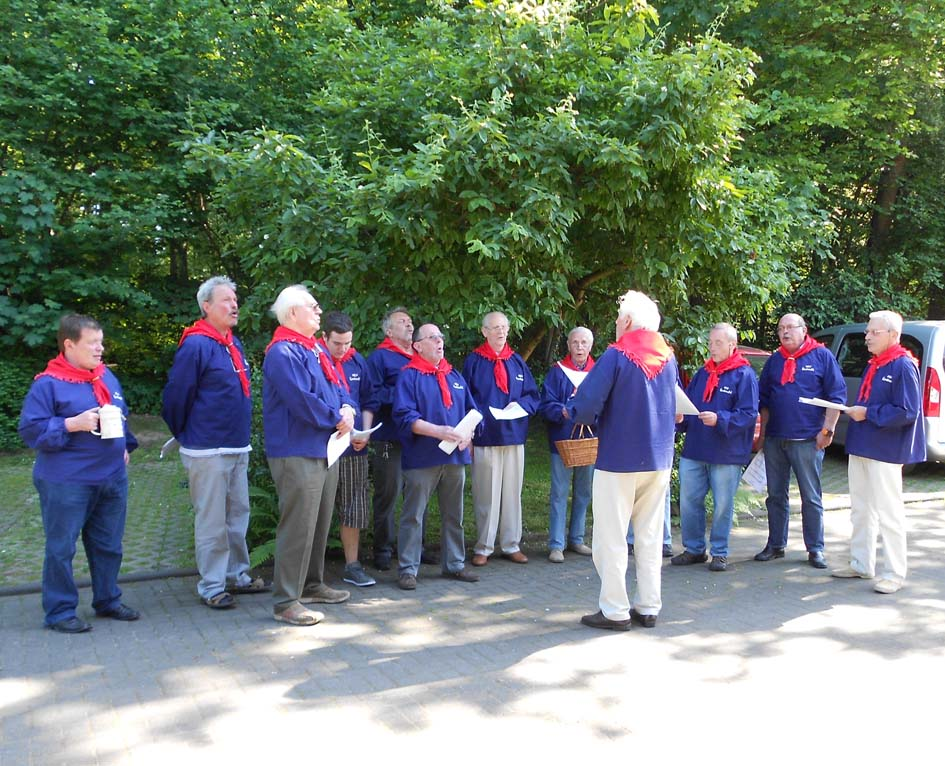
Pfingstsingen (Heischeumgang mit Gesang) im Bergischen Land

Ein anderes Beispiel eines Pfingstbrauchs, der die christliche Idee des Festes aufgreift und mit dem Auftritt einer heidnischen Vegetationsfigur verbindet, findet sich in einigen Dörfern an der oberen Donau. Der bis in die Gegenwart praktizierte Brauch ist ein so genannter „Heischeumgang“, bei dem der „Pfingstl“ oder „Latzmann“ von Haus zu Haus geht und dabei Gaben erbittet. Während der „Latzmann“ in Volkersheim eine vollständig in Stroh gehüllte Gestalt ist, sind in anderen Orten die mit pflanzlichem Grün (meist Nadelbaumzweigen) vermummten „Pfingstl“ unterwegs. Bei diesen Heischebräuchen wird eine Handlung nachgeahmt, die auf einen Ausspruch Jesu in der Bibel zurückgeht: „Wer bittet, dem wird gegeben; wer sucht, der findet; wer anklopft, dem wird aufgetan“. In diesem Brauch stellt die, in ein Naturgewand gehüllte, Gestalt also nicht den vorchristlichen Vegetationsgott dar, sondern den sündigen und ungläubigen Heiden, der um den Heiligen Geist bittet. Erst wenn er nach dem Gaben Heischen seine Vermummung wieder ablegt, kann er in seiner wahren Gestalt – frei von Sünde – in die Dorfgemeinschaft zurückkehren. In der Pfalz und im Elsass ziehen die Kinder zu Pfingsten mit dem Pfingstquack, einem geschmückten Handwagen, durchs Dorf und bekommen Eier, Speck oder Geld.

## Kirchliches Pfingstbrauchtum

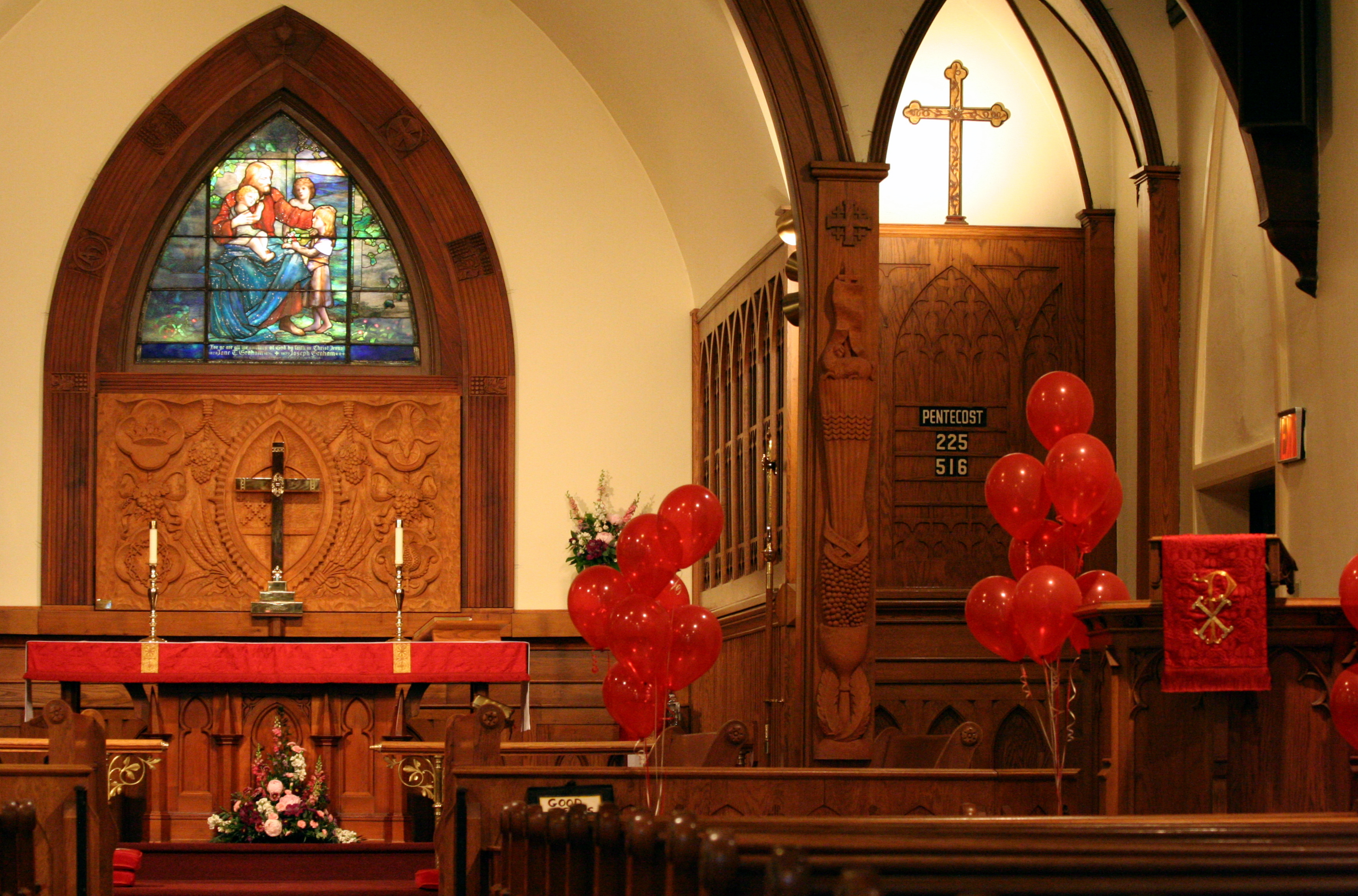
In der „Calvary Episcopal Church“ in Rochester (Minnesota) symbolisieren Luftballons die Feuerzungen

Laut Apostelgeschichte wurde an Pfingsten der Heilige Geist – sichtbar durch Feuerzungen – offenbart. In manchen Kirchen wurden diese durch rote Blütenblätter, die aus dem Gewölbe heruntersinken, dargestellt.  Pfingstfeuer, die meist im Süden Deutschlands entzündet werden, gelten als Zeichen der Erleuchtung und als Symbol für den Heiligen Geist. Einen besonderen Brauch im Zusammenhang mit dem Feuer pflegte man im Salzburger Land. Dort wurden in vielen Kirchen aus dem so genannten „Heiliggeistloch“ brennende Wergflocken auf die Kirchenbesucher gestreut und von den Männern mit ihren Hüten aufgefangen. Diese „Werchflocken“ sollten vor Unwetter schützen. In diesen Zusammenhang gehört auch die Pfingstkerze auf dem Frühstückstisch. An ihr kann jedes Familienmitglied seine eigene Kerze anzünden und vor sich hinstellen.

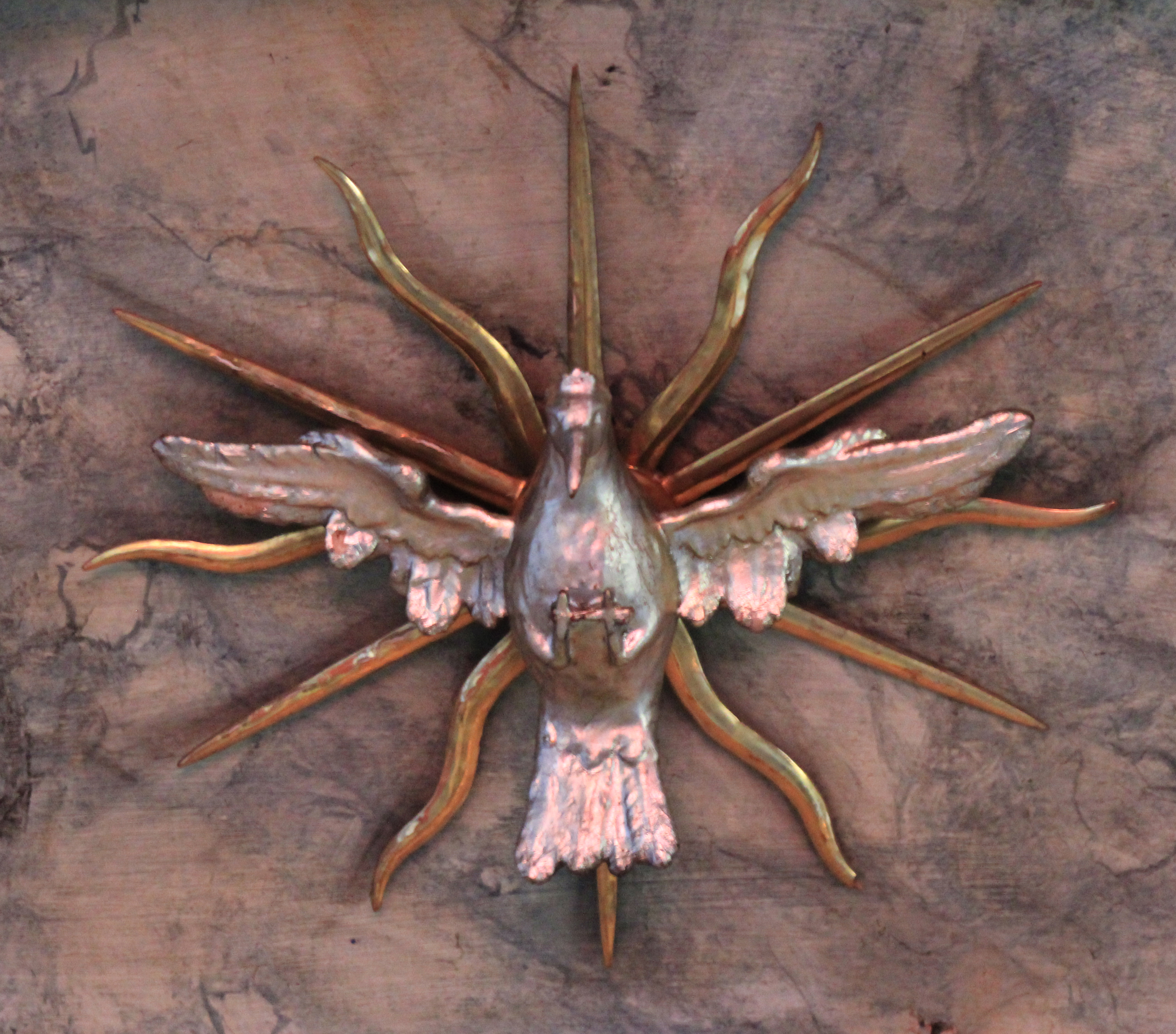
Heiliggeisttaube in der Pfarrkirche Gmünd in Kärnten

Ein mittelalterlicher Pfingstbrauch war das so genannte „Heilig-Geist-Schwingen“, bei dem lebende Tauben in der Kirche freigelassen wurden, eine hölzerne Taube beim Pfingsthochamt über den Köpfen der Gläubigen an einer Schnur kreiste oder eine geschnitzte Taube durch eine Öffnung der Kirchendecke herabgelassen wurde. Die Gemeinde empfing die herabschwebende Taube mit Weihrauch und Gebet. In Süddeutschland kennt man noch das Aufhängen von Heiliggeisttauben in den Wohnstuben. Die Herstellung aus Zirbenholz gehört dort zur Volkskunst.
In Schwaben finden noch Flurumgänge und Prozessionen mit der Eucharistie statt. Dabei wird auch der Wettersegen, verbunden mit der Bitte um eine gute Ernte, gespendet. Wasser soll an Pfingsten wie an Ostern über eine besondere Segenskraft verfügen. Im Laufe der Zeit haben sich deshalb verschiedene Wasserbräuche herausgebildet. So war es weit verbreitet, sich an Pfingsten in einem Bach zu waschen. Dieser Brauch erinnert ebenso an den Taufritus wie ein ähnlicher aus dem Raum Basel. Dort wurden junge Burschen oder auch eine aus Stroh, Tannenzweigen und Moos gebastelte Puppe, „Pfingstlümmel“, „Pfingstsprützlig“ oder „Pfingstblüttlig“ genannt, in einen Dorfbrunnen getaucht. Lange Zeit waren Pfingsten und Ostern auch beliebte Tauftermine. Dem zu Pfingsten niedergegangenen Tau sagte man Heilwirkung nach; auch sollte er vor Sommersprossen und Verhexung schützen.

## Weltliches Pfingstbrauchtum

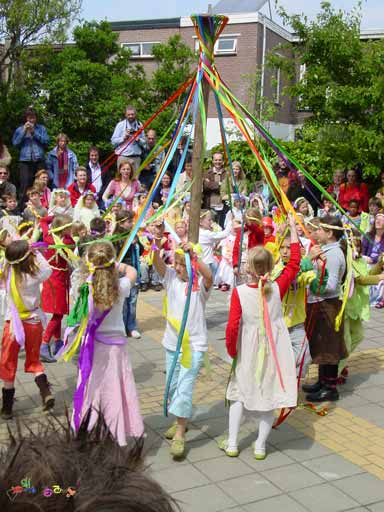
„Pinksterkrone“ in den Niederlanden

Bei vielen weltlichen Bräuchen geht es um die Beschwörung des Wachstums und der Fruchtbarkeit von Feldern und Weiden. Dazu gehört beispielsweise das Aufstellen von Pfingstbäumen, die denselben Hintergrund haben wie die Maibäume. Vielerorts verkaufen Kinder auch an den Straßenrändern kleine Pfingststräuße.

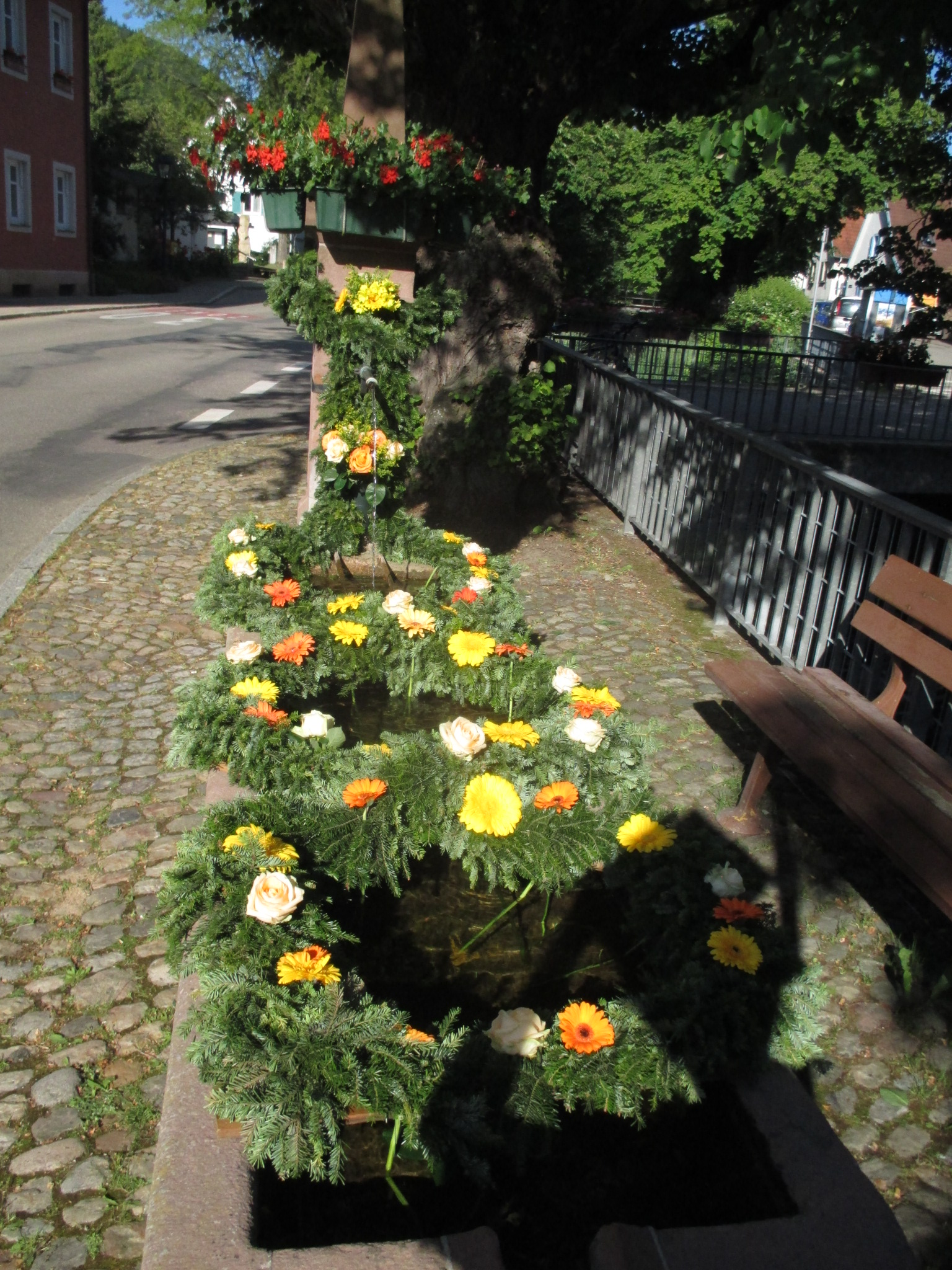
Quellen- bzw. Brunnenschmuck zu Pfingsten (2019): Z. B. „Unterer“ bzw. „Lindenbrunnen“, gegenüber Rathaus Niederweiler (Müllheim)

Ebenfalls Tradition hat das Schmücken und Verzieren von Quellen oder Dorfbrunnen mit Blumen und Zweigen, teils mit Birkenstämmchen, an denen bunte Bänder sowie Ketten mit ausgeblasenen und bunten Eiern hängen, dazu entsprechende Pfingstbrunnenfeste, was auf die germanische Verehrung von Quell- und Brunnengeistern zurückgeführt wird. Auch Häuser, Kirchen, Ställe und Autos werden mit grünen Birkenzweigen und Blumen zu Pfingsten geschmückt. Die Kür einer Pfingst- oder Maikönigin, beziehungsweise eines Maikönigs, Flurumritte oder Pfingstritte gehören ebenfalls in diese Kategorie.
Da an Pfingsten das Vieh zum ersten Mal ausgetrieben wird, ist es auch das Fest der Hirten. In Laub gekleidete Burschen („Pfingstlümmel“) werden herumgeführt, die die neuen Wachstumsgeister verkörpern. In ländlichen Gebieten wird das Vieh bekränzt und teilweise gibt es auch heute noch einen Pfingstochsen. Geschmückt mit Blumen, Kränzen und Bändern führt er das Vieh in einer Prozession durch den Ort und dann auf die Weide. Bis ins 19. Jahrhundert war es üblich, den Ochsen für das anschließende Pfingstessen zu schlachten.
Daneben gibt es einige lokal begrenzte Bräuche, bei denen eine menschliche Pfingstgestalt in Baumform auftritt. So geht in den schweizerischen Orten Sulz und Gansingen (Fricktal) am Pfingstsonntag der „Pfeistsprutz“ oder „Pfingstsprützlig“ um. Dabei wird ein junger Mann während eines Stunden währenden Rituals in einen Baum verwandelt, indem er von Kopf bis Fuß in Buchenblätter und -zweige eingehüllt wird. Von zwei Helfern gestützt, kehrt er als symbolische Darstellung einer Vegetationsgottheit ins Dorf zurück, wo er das Wasser aus den Dorfbrunnen peitscht und damit die Umstehenden bespritzt. Auch hierbei handelt es sich um einen Fruchtbarkeits- und Wachstumskult mit der Bitte um eine gute Ernte. Dem Wesen nach verwandte Figuren finden sich in Rumänien („Grüner Georg“), in Kärnten („Hans im Grünen“), in England („Mary Gipsy“) und als Maikönigin oder Pfingstkönig in Deutschland bis Skandinavien.
Um einen ursprünglichen Abwehrzauber handelt es sich, wenn in der Nacht von Pfingstsonntag auf -montag Gegenstände verstellt werden oder anderer Schabernack getrieben wird. Die Bedeutung dieses Brauchs muss denjenigen nicht bewusst sein, die Gartentore aushängen oder etwas anderes anstellen – Streiche werden in dieser Nacht als erlaubt angesehen.

## Lokale Bräuche
- Überliefert sind Tanzveranstaltungen und Pfingstspiele von Friedrich I. Barbarossa in Mainz (1184). Von regelrechten Trinkgelagen mit reichlich Pfingstbier ist dort die Rede.[9]
- Trotz mehrerer Verbote hat sich das Pfingstsingen (erstmals 1574 erwähnt) bis heute im Bergischen Land erhalten.[10]
- Einer der ältesten erhaltenen Pfingstbräuche ist das „Dreckschweinfest“ im Mansfelder Grund des Mansfelder Landes. Er geht bis in die vorchristliche Zeit zurück und beinhaltet die Vertreibung des Winters durch den Sommer. Der älteste Nachweis über den Brauch ist im Kirchenbuch der Gemeinde Hergisdorf erhalten und datiert auf 1620.[11]
- Erstmals erwähnt wurde das Wasservogelsingen 1899; es handelt sich um einen Heischebrauch mit symbolischer Taufe, die heute noch im unteren Bayerischen Wald praktiziert wird.
- In Böhmen legten Kinder am Abend vor Pfingsten Huflattichblätter vor die Tür, auf denen sie morgens eine Pfingstbrezel fanden.[9]
- In einigen Gegenden Deutschlands (hauptsächlich zwischen Siegerland und Thüringen) geht der Maimann, in einigen wenigen Orten im Taunus (zum Beispiel in Langenbach) der so genannte Laubmann um.[12]
- Vielerorts wurde der regional verbreitete Maibrauch der Eierkrone auf Pfingsten verlegt.
- Überwiegend in Niedersachsen wird das Pfingstbaumpflanzen praktiziert. Hierbei werden junge Birken vor Haustüren befestigt. Oftmals ist der Brauch mit Gesang und dem Konsum von Alkohol verbunden.
- In vielen Dörfern in der Lüneburger Heide und Umgebung fand am Pfingstsonntag morgens ein Kinderumzug mit einem mit Birkengrün und Blumen geschmückten Bollerwagen statt. In dem Wagen saß der „Pingstbüdel“, üblicherweise ein Junge im Vorschulalter. Der Rest der Gruppe bestand aus anderen Kindern im Alter von 4 bis 14 Jahren. Man zog von Haus zu Haus und erbat Spenden für den „verletzten“ Pingstbüdel (der sich angeblich ein Bein gebrochen hatte, und der Arzt behandelte nur gegen Barzahlung – aber Naschereien zur Besänftigung der Schmerzen nahm man auch an). Am Ende des Umzugs wurde die „Beute“ gerecht geteilt.
- Ein regionaler Pfingstbrauch existiert in der westfälischen Stadt Oelde. Dort wird am Pfingstsonntag und Pfingstmontag der Pfingstenkranz getanzt.
- Latzmann ist ein Heischebrauch und zumeist am Pfingstmontag im Oberschwaben üblich.
- In der Pfalz ist das Brauchtum des Pfingstquacks verbreitet. Im Westen der Region werden dem Quack, einer Grüngestalt, Ginsterzweige geraubt. Laut Volksglaube ist das Haus, das keinen Ginsterzweig besitzt, vom Unglück gepeinigt und wird noch im Laufe des Jahres abbrennen. Zudem werden den Zweigen Schutzkräfte vor Blitzeinschlägen nachgesagt, wenn man sie auf dem Dachboden aufhängt. Andernorts wiederum versteht man unter dem Pfingstquack eine Gruppe von Jugendlichen, die durch die Ortschaft zieht und dort nach dem Aufsagen eines Spruches Eier, Kuchen oder Münzen von den Bewohnern geschenkt bekommt. Dabei traten meist mehrere sogenannte Quackgruppen gegeneinander an: Entscheidend ist die Höhe der erbeuteten Gaben.

Zudem wurden früher in einigen Dörfern der Nordpfalz sogenannte Pfingstbäume aufgestellt: Das sind Nadelbäume, die in der Nacht vor Pfingsten von den jungen Burschen des Ortes im Wald geschlagen und neben dem Dorflokal aufgestellt wurden. Oftmals wurden von diesem Baum auch noch Äste abgeschnitten, um das Gasthaus damit zu schmücken. Auch das restliche Dorf wurde mit Girlanden dekoriert, denn am zweiten Pfingsttag (Pfingstmontag) fanden festliche Tanzveranstaltungen in den Ortschaften statt. Schließlich wurde der Pfingstbaum dann an einen Dorfbewohner versteigert, der diesen zu Holzgegenständen, z. B. einer Leiter, weiterverarbeitete. Mit dem Erlös der Versteigerung bekamen die Burschen, die den Baum „mühevoll“ geschlagen hatten, Bier zur Belohnung spendiert.
- In der Steiermark wird in einigen Orten ledigen Mädchen in der Nacht auf Pfingstmontag ein Pfingstlotter vor die Türe gestellt. Mit dieser Strohpuppe (Lotter ist steirisch für Mann) soll eine heiratsunwillige Frau darauf aufmerksam gemacht werden, dass es endlich Zeit wäre, unter die Haube zu kommen.[14]
- Auf jahrhundertealte Pfingst-Rechtsbräuche gehen der Käskönig von Bad Dürkheim und die Geißbockversteigerung in Deidesheim zurück; bei ersterem trieb ein Bürgersohn, der zum „König“ gewählt wurde, den Zins von den Bewohnern des Dürkheimer Bruchs für das Weiderecht ein, der zumeist in Form von Käse bezahlt wurde; bei letzterem musste die Gemeinde Lambrecht für Weiderechte alljährlich einen Ziegenbock an die Stadt Deidesheim abgeben.[15]

## Brauchtum als Kulturerbe
Das Pfingstbrauchtum in den Grunddörfern der Verbandsgemeinde Mansfelder Grund–Helbra bewirbt sich für die Anerkennung als immaterielles Kulturerbe der UNESCO 2014. Deutschland ist im Jahr 2013 dem Unescovertrag zum Erhalt von Bräuchen und Traditionen beigetreten und beteiligt sich 2014 erstmals mit acht Bewerbungen.